# 史蒂文·洛佩斯
史蒂文·洛佩斯（Steven Lopez，1978年11月9日—），美国跆拳道运动员，奥运会历史上第一枚跆拳道正式比赛的金牌获得者，著名的跆拳道洛佩斯四兄妹的老二。
洛佩斯出生于纽约市一个尼加拉瓜移民家庭，后随父母移居得克萨斯。